# Eremulus truncatus
Eremulus truncatus är en kvalsterart som beskrevs av Hammer 1971. Eremulus truncatus ingår i släktet Eremulus och familjen Eremulidae. Inga underarter finns listade i Catalogue of Life.